# Xã Rushville, Quận Rush, Indiana
Xã Rushville (tiếng Anh: Rushville Township) là một xã thuộc quận Rush, tiểu bang Indiana, Hoa Kỳ. Năm 2010, dân số của xã này là 7.897 người.